# La Baleine

La Baleine este o comună în departamentul Manche, Franța. În 1 ianuarie 2022 avea o populație de 106 de locuitori.